# Butirilcolinesterase
Butirilcolinesterase, pseudocolinesterase ou colinesterase inespecífica é uma colinesterase que desempenha papel menor na degradação de acetilcolina no corpo humano e animal. Pode ser encontrada no intestino, plasma e em outros tecidos em menor quantidade. Acredita-se que atua no intestino regulando os movimentos ritmicos e a tonicidade muscular, além de pesquisas indicarem que participa do desenvolvimento neural inicial.
Suas funções ainda não são bem esclarecidas pela ciência.